# Cudnów (obwód żytomierski)
Cudnów (ukr. Чуднів) – miasto, stolica rejonu cudnowskiego na Ukrainie, w  obwodzie żytomierskim (45 km od Żytomierza) na północy kraju, położone na skalistych brzegach rzeki Teterew. Status miasta od 2012 roku.

## Historia
Cudnów założono w roku 1471. Jedna z miejscowych legend głosi, że nazwę swą wywodzi od rzekomego cudu, jakim miała być skuteczna obrona miasta przed najazdem Tatarów. Miasto należało do majątków potężnego rodu książąt Ostrogskich, a po śmierci Ilii Ostrogskiego w 1539 r. przypadło – wraz z Połonnem i Kropiłowem – jego córce, Elżbiecie („Halszce”) Ostrogskiej.
W czasie buntu kozackiego w 1593 roku jego przywódca ataman Krzysztof Kosiński starł się 2 lutego z Januszem Ostrogskim w bitwie koło wsi Piątek w pobliżu Cudnowa i poniósł w tym starciu klęskę.
W listopadzie roku 1660, po pięciotygodniowych walkach (epizodzie wojny polsko-rosyjskiej 1654–1667) nastąpiła tu kapitulacja armii rosyjskiej Wasyla Szeremietiewa, otoczonej w obozie przez wojska polskie pod dowództwem Jerzego Sebastiana Lubomirskiego i Stanisława Rewery Potockiego.
Za panowania króla Stanisława Augusta Poniatowskiego w Cudnowie stacjonowały Regiment Konny im. Królowej i 1 Pułk Przedniej Straży im. Królowej.

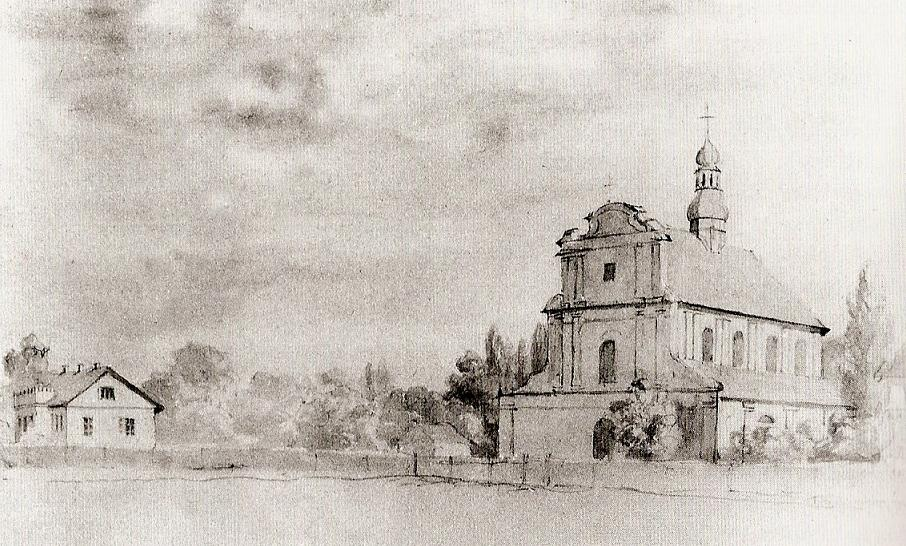
Rysunek kościoła w Cudnowie Napoleona Ordy

W 1793 roku, po II rozbiorze Polski Cudnów znalazł się w granicach Imperium Rosyjskiego. Hrabia Henryk Rzewuski, publicysta i pisarz, po powrocie z emigracji w roku 1832 sprawował – mieszkając w Cudnowie – do 1836 roku urząd marszałka powiatu żytomierskiego. Tam ukonstytuowała się z jego inicjatywy „petersburska koteria” (lub „pentarchia”), konserwatywna grupa literacko-polityczna, w skład której wchodzili pisarze związani z „Tygodnikiem Petersburskim”. Rzewuski zmarł w Cudnowie 28 lutego 1866 roku.
W wieku XVIII znajdował się tu klasztor bernardynów. Pod koniec XIX wieku spośród ponad 10 tysięcy mieszkańców Cudnowa połowę stanowili Żydzi. W mieście były cztery cerkwie, dwa kościoły i synagoga.
Pod rozbiorami siedziba gminy Cudnów w powiecie żytomierskim guberni wołyńskiej.
Katolicka parafia działała tu do 1924 roku. Odrodziła się w 1990, obecnie posługę pełnią ojcowie franciszkanie.
Podczas okupacji hitlerowskiej, 15 lipca 1941 roku Niemcy utworzyli getto dla żydowskich mieszkańców. Przebywało w nim około 3000 osób. 21 października 1941 roku Niemcy zlikwidowali getto, a Żydów zamordowano na cmentarzu żydowskim. Sprawcami zbrodni byli policjanci z 303. batalionu policji dowodzonego przez majora Heinricha Hannibala oraz ukraińska policja. 
W 1989 roku miasto liczyło 6791 mieszkańców, od 1991 jest miastem rejonowym obwodu żytomierskiego. W czerwcu 1994 roku zatwierdzono herb miasta, przedstawiający białą twierdzę ze wznoszącą się nad nią ręką trzymającą szablę. Nawiązuje on do rosyjskiej wersji herbu z 1796 roku, w której oprócz twierdzy i ręki z szablą występował jeszcze carski dwugłowy orzeł. Najbliższa stacja kolejowa znajduje się w miejscowości Cudnów Wołyński (Чуднів-Волинський) w odległości 5 km od miasta.

## Urodzeni
- Wincenty Kaczyński – polski dowódca wojskowy, generał brygady Wojska Polskiego II RP;
- Stanisław Wolski, w latach 30. XX w. burmistrz Wyszkowa nad Bugiem, w 1945 roku pierwszy po wojnie burmistrz Bartoszyc. W 1987 roku pośmiertne, wraz z żoną Wincentyną otrzymał medal Sprawiedliwy wśród Narodów Świata za uratowanie dwóch żydowskich dziewczynek[5].